# Muppet Treasure Island (soundtrack)
Muppet Treasure Island is de originele soundtrack van de gelijknamige film uit 1996, geregisseerd door Brian Henson. De filmmuziek op het album werd geschreven door Hans Zimmer en de liedjes door Barry Mann (muziek) en Cynthia Weil (tekst). Het album werd op 6 februari 1996 uitgebracht door Angel Records.

## Achtergrond
De muziek werd uitgevoerd door een orkest onder leiding van Harry Gregson-Williams. De muzikale opnames vonden plaats in de Air Lyndhurst Studios en de vocale opnames in de Air-Edel Studios in Londen.

## Tracklijst
Alle muziek is geschreven door Hans Zimmer, tenzij anders vermeld.
| Nr. | Titel                                                          | Artiest(en)                      | Duur |
| --- | -------------------------------------------------------------- | -------------------------------- | ---- |
| 1.  | Treasure Island                                                |                                  | 1:07 |
| 2.  | Shiver My Timbers (muziek: Barry Mann, tekst Cynthia Weil)     | The Muppets                      | 2:25 |
| 3.  | Something Better (muziek: Barry Mann, tekst Cynthia Weil)      | The Muppets                      | 3:00 |
| 4.  | Sailing for Adventure (muziek: Barry Mann, tekst Cynthia Weil) | The Muppets                      | 2:59 |
| 5.  | Cabin Fever (muziek: Barry Mann, tekst Cynthia Weil)           | The Muppets                      | 2:19 |
| 6.  | A Professional Pirate (muziek: Barry Mann, tekst Cynthia Weil) | The Muppets                      | 3:14 |
| 7.  | Boom Shakalaka (muziek: Hans Zimmer, Nick Glennie-Smith)       | The Muppets                      | 1:21 |
| 8.  | Love Led Us Here (muziek: Barry Mann, tekst Cynthia Weil)      | The Muppets                      | 2:23 |
| 9.  | The Map                                                        |                                  | 4:36 |
| 10. | Captain Smollet                                                |                                  | 2:03 |
| 11. | Land Ho                                                        |                                  | 2:39 |
| 12. | Compass                                                        |                                  | 1:07 |
| 13. | Long John                                                      |                                  | 3:57 |
| 14. | Rescue                                                         |                                  | 7:01 |
| 15. | Honest Brave and True                                          |                                  | 3:54 |
| 16. | Love Power (muziek: Barry Mann, tekst Cynthia Weil)            | Ziggy Marley & The Melody Makers | 3:42 |
| 17. | Love Led Us Here (muziek: Barry Mann, tekst Cynthia Weil)      | John Berry & Helen Darling       | 3:45 |